# Vuelo 4146 de China Southwest Airlines
El vuelo 4146 de China Southwest Airlines fue un Ilyushin Il-18 que se estrelló cerca de Chongqing, China el 18 de enero de 1988 con la pérdida de los 108 pasajeros y tripulantes.

## Vuelo
El 4146 fue un vuelo regular doméstico de pasajeros del Aeropuerto Internacional de Pekín Capital, Pekín al aeropuerto de Chongqing, Chongqing, con 98 pasajeros y una tripulación de diez personas a bordo. Cuando el vuelo 4146 se encontraba próximo a Chongqing, el motor número cuatro del avión (el motor exterior del ala derecha) comenzó a arder. El fuego consumió el lugar de anclaje del motor provocando que éste se desprendiera del ala del avión. Esto provocó la pérdida de control. El vuelo 4146 impactó contra una línea eléctrica y dos establos antes de ser pasto de las llamas. Todas las personas que iba a bordo del Ilyushin Il-18 perecieron en el impacto.
El fuego en el motor se produjo como consecuencia de una fuga de aceite. El motor fue apagado y sus hélices fueron abanderadas debido a las turbulencias que se estaban produciendo. Sin embargo, el motor de arranque/generador montado en el motor se había sobrecalentado hasta el punto de que se había quemado el tubo de suministro de aceite de alta presión para el abanderamiento de las hélices. Cuando la tripulación abanderó las hélices, el tubo se calcinó y la fuga de aceite inició el incendio.

## Consecuencias y causas
Poco después del accidente del vuelo 4146, la Administración de Aviación Civil China ordenó comprobaciones de seguridad que encontraron problemas mecánicos que llevaron a dejar en tierra a, al menos, 17 aeronaves.
El accidente del vuelo 4146 fue asociado a un pobre mantenimiento.